# Adharma
Adharma est un mot sanskrit utilisé sur le sous-continent indien.

## Dans l'hindouisme
Dans l'hindouisme, adharma est le contraire de dharma, terme à sens mutilple qui signifie entre autres la foi et aussi le devoir. Ainsi adharma peut se traduire par: le mal, le vice. Lorsque dans l'aventure épique et métaphorique de la Bhagavad Gita, Krishna vient exhorter les cinq frères de la famille des Pandavas à combattre le mal pour que la loi du dharma c'est-à-dire de la foi, le devoir règnent plutôt que le chaos et les démons. 

## Dans le jaïnisme
L'Adharma est un terme dans le jaïnisme qui a deux significations. Il veut dire: mauvaise foi, fausse croyance; il est alors le contraire du dharma: la foi, la religion sur le sous-continent indien, et rejoint là le sens commun de adharma, valable aussi dans l'hindouisme. Son deuxième sens est en rapport avec les substances existantes dans l'univers: les dravyas. Adharma est le principe d'immobilité qui touche les Êtres et les choses. Le terme de adharmastikaya est aussi utilisé dans cette utilisation du mot.